# 23-F

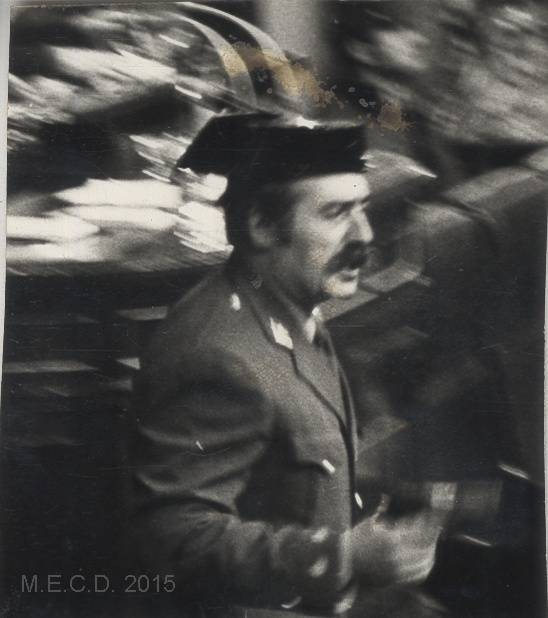
Antonio Tejero met getrokken pistool tijdens de coup

23-F is een poging tot staatsgreep die op 23 februari 1981 plaatsvond in Spanje. De naam komt van de datum, en er wordt ook wel gesproken van El Tejerazo, naar de naam van een van de deelnemers. De mislukte coup was beraamd door delen van de Guardia Civil en het Spaanse leger en had het oogmerk de jonge democratie te smoren en opnieuw een junta in te stellen. De oorzaken moeten worden gezocht in de onvrede die in legerkringen en onder aanhangers van het voormalige regime van Franco bestond over de ontwikkeling van Spanje tot een moderne, democratische rechtsstaat, en de economische problemen en het terrorisme (vooral van de ETA) die het land teisterden. De staatsgreep mislukte door het optreden van koning Juan Carlos die, gestoken in het uniform van opperbevelhebber der strijdkrachten, in een zes uur na aanvang van de coup gehouden televisietoespraak de militairen beval terug te keren naar hun kazernes. Het kordate optreden van de koning, waarmee hij zich onvoorwaardelijk uitsprak vóór het democratiseringsproces en de Spaanse grondwet, veranderde in een klap diens imago van onpopulair marionet van Franco en diens gedachtegoed tot boegbeeld van het nieuwe democratische Spanje. Zijn positie, en het idee van een constitutionele monarchie in Spanje die daarvoor door velen in twijfel getrokken, werd daardoor zeer versterkt.

## Proloog
Franco had al in de jaren 40 gesteld dat na zijn vertrek de monarchie hersteld moest worden en had Juan Carlos aangewezen als toekomstig staatshoofd. Na het overlijden van Franco in 1975 begon Juan Carlos, tegen alle verwachtingen in, al snel een democratische koers in te zetten. De jonge monarchie had te kampen met allerlei problemen, zoals de economische crisis die ook Spanje teisterde (20% werkloosheid, 16% inflatie), eveneens werd het land getroffen door een golf van terroristische aanslagen, van de ETA maar ook van de antifascistische FRAP. (Rechtse groepen lieten zich ook niet onbetuigd; een voorbeeld daarvan is het bloedbad in Calle de Atocha in Madrid in 1977.) Daarnaast waren er ook problemen met het toekennen van rechten aan autonome regio's. Buiten het voorgaande was er binnen de Spaanse strijdkrachten ook gemor over het wegvallen van privileges en moeite met het accepteren van een democratisch systeem na 37 jaar militaire dictatuur waarin zij het voor het zeggen hadden.
Binnen rechtse kringen, onder aanvoering van aanhangers van het Franco-regime waaronder groepen zoals de Falangisten en leden van het "verbond van burgeroorlogsveteranen" begonnen er samenzweringen die soms zelfs openlijk dreigden met een machtsovername. Een bekend plan uit die dagen was de zogenaamde "operatie de Gaulle" (vernoemd naar de staatsgreep van die laatste in 1958), waarbij het idee was teneinde een "harde" putsch zoals die in Chili in 1973 en in Turkije in 1980 plaatsvonden te voorkomen een "regering van nationale redding" in te stellen die geleid zou moeten worden door generaal Alfonso Armada, waarin alle politieke partijen, met inbegrip van de PSOE maar met uitzondering van de communistische PCE vertegenwoordigd zouden zijn. Deze regering zou gedurende een paar jaar orde op zaken moeten stellen, met daarna een graduele terugkeer naar een volwaardige democratie.

### Operatie Galaxia
Het broeide al langer in legerkringen; admiraal Pita da Veiga trad in april 1977 af als minister van marinezaken na het legaliseren van de PCE, en in november 1978 mislukte een eerste poging tot een staatsgreep die later bekend werd als Operatie Galaxia. De aanvoerder van deze staatsgreep, Antonio Tejero, werd daarvoor veroordeeld tot de minimumstraf, 7 maanden en één dag.

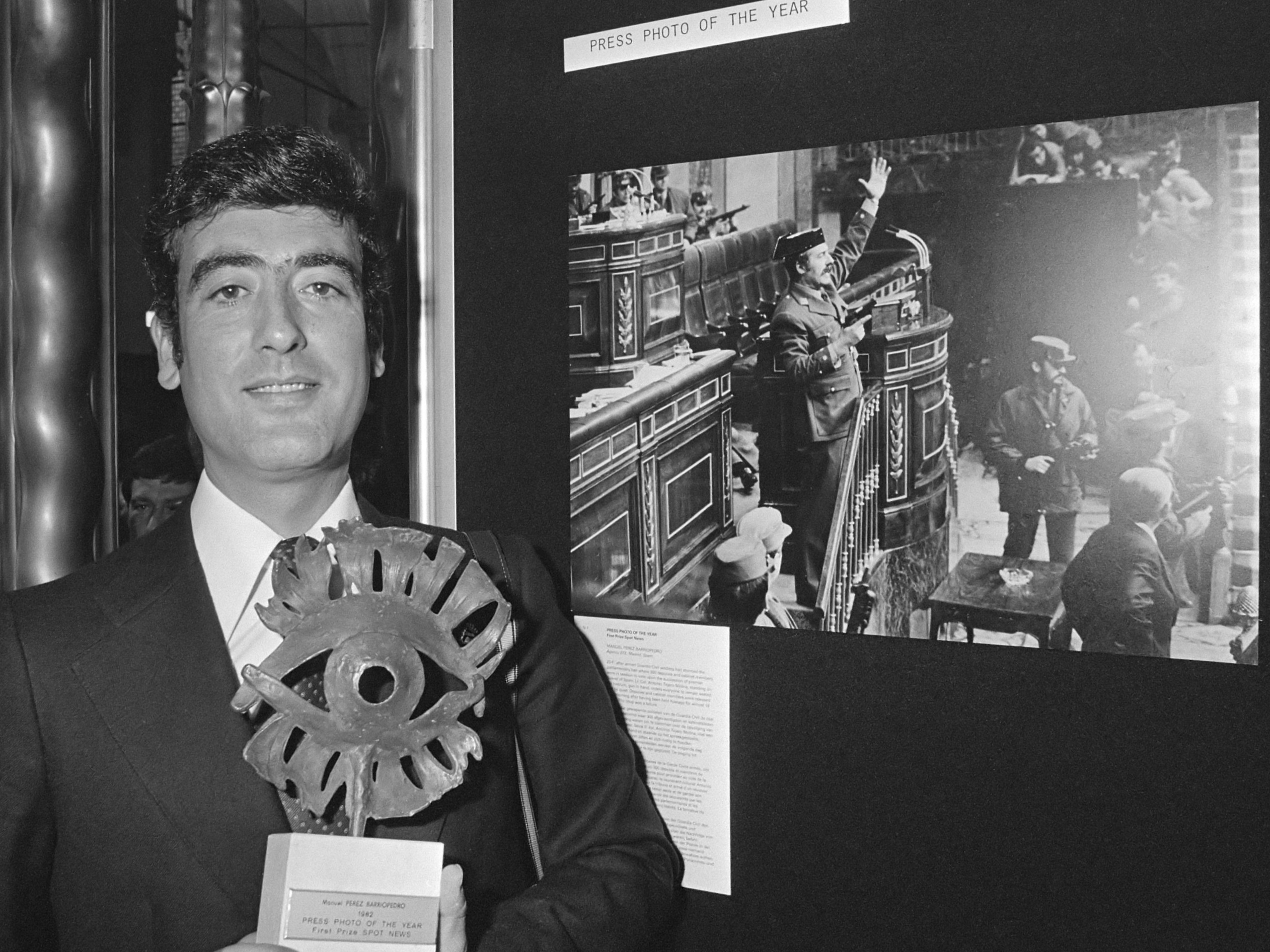
Fotograaf Manuel Pérez Barriopedro naast de door hem gemaakte wereldpersfoto van Tejero met getrokken pistool tijdens couppoging in 1981

## Verloop van de staatsgreep van 23 februari
De regering van Adolfo Suárez was knap wankel geworden, en op 23 februari 1981 werden er verkiezingen gehouden in het parlement, met het doel Leopoldo Calvo-Sotelo aan te wijzen als nieuwe premier. Tijdens een stemronde, om 18.23 uur, stormde Antonio Tejero met ongeveer tweehonderd man van de Guardia Civil het parlementsgebouw binnen en gijzelde de aanwezigen. Hiermee kreeg hij in een klap de gehele politieke elite als gijzelaar. De actie leverde de wereldpersfoto van 1981 op. Deze beeldt Tejero af die met een getrokken pistool het spreekgestoelte van het parlement beklimt terwijl parlementsleden zich verschuilen achter de bankjes.